# Grubebach
Der Grubebach, im Unterlauf als Bokel-Mastholter Hauptkanal bezeichnet, ist ein orografisch linkes Nebengewässer der Ems in Nordrhein-Westfalen, Deutschland. Er hat eine Länge von 22,2 km. Die Grubebach-Niederung zählt naturräumlich innerhalb der Emssandebene zu den Ostmünsterländer Sanden.

## Flussverlauf
Der Grubebach entspringt im Delbrücker Ortsteil Ostenland als Flachlandbach auf ca. 104 Meter Höhe. Er nimmt bereits nach wenigen Metern einen Zufluss mit eigenem Quelltopf auf und fließt daraufhin in westliche Richtung durch das Delbrücker Land. Hierbei fließt der Grubebach durchweg über ländliches Gebiet südlich an der Ortschaft Lippling entlang und unterquert nördlich von Nordhagen die Bundesstraße 64. Daraufhin verläuft das Gewässer nördlich an Westenholz vorbei. Nachdem rechtsseitig das aus Richtung Schöning zufließende, 6,8 Kilometer lange Gewässer Hoppenmeer aufgenommen wurde, ändert der Grubebach seinen Namen in Bokel-Mastholter Hauptkanal aufgrund seines kanalartigen Ausbaus im Unterlauf. Faktisch handelt es sich aber nach wie vor um ein natürliches Fließgewässer.
Der Hauptkanal setzt seinen Verlauf auf dem Gebiet der Stadt Rietberg fort, fließt südlich an Rietberg vorbei und passiert daraufhin den Ortsteil Bokel. Nördlich von Bokel wird zunächst rechtsseitig der Lannertbach und kurz darauf der linksseitig zufließende Fortbach aufgenommen. Unweit dieser Zuflüsse mündet der Hauptkanal in die Ems.
Das Gewässer überwindet in seiner Fließstrecke einen Höhenunterschied von 31 Metern, somit ergibt sich ein mittleres Sohlgefälle von 1,4 ‰.

## Charakteristik
Über den Grubebach bzw. den Bokel-Mastholter Hauptkanal werden die Meliorationswässer aus der Mastholter Niederung zur Ems hin abgeführt. Vor allem diese Zuflüsse machen das Gewässer zum größten linksseitigen Zufluss der Ems in ihrem Oberlauf. 
Der Grubebach verläuft nur knapp nördlich der Ems-Rhein-Wasserscheide. So entspringt beispielsweise der in die Glenne mündende Schwarze Graben nur wenige Meter südlich von dessen Verlauf; durch ein Grabensystem ist eine Verbindung zwischen den Flusssystemen hergestellt.

## Geschichte
Nach dem Ende der letzten Eiszeit erhob sich das Bett des Grubebaches durch die Wechselwirkung von Tiefenerosion und Sedimentation vor allem im Niederungsbereich südlich von Rietberg bis zu drei Meter über das umgebende Auenniveau. Bei Hochfluten kam es regelmäßig zu Überschwemmungen, da sich das Wasser des Baches im Falle eines 
Bruches des Uferwalles ungehindert in die Niederungsflächen ergießen konnte.
Aus diesem Grund wurde seit Mitte des 19. Jahrhunderts ein Entwässerungsprojekt vorangetrieben. Das Bett des Grubebaches wurde im Bereich von Rietberg und Bokel vertieft und in den kanalartigen Zustand versetzt, in dem es sich bis heute befindet. Hierdurch ergibt sich gegenwärtig ein Konflikt zwischen den Zielen des Hochwasserschutzes und dem nach der Wasserrahmenrichtlinie angestrebten naturnahen Ausbau von Gewässern.
Im Juli 2002 kam es im Bokel-Mastholter Hauptkanal nach einem Großbrand im Rietberger Gewerbegebiet zu einem massiven Fischsterben, dem etwa 90 Prozent der im Gewässer heimischen Fischfauna zum Opfer fielen. Der Grund war über die Grabensysteme eingeflossener kontaminierter Löschschaum, der sich im Bereich Bokel teilweise meterhoch auf der Gewässeroberfläche türmte. Mittlerweile haben sich die Bestände jedoch wieder weitestgehend erholt. Als Reaktion auf dieses Ereignis wurde die örtliche Kanalisation grundlegend überarbeitet.